# 刘雪苇
刘雪苇（1912年11月20日—1998年11月8日），原名刘茂隆，笔名雪苇。贵州郎岱人，中国现当代文艺理论家、作家，中国作家协会会员，曾任新文艺出版社社长与总编辑，中国大百科全书出版社副总编辑。
刘雪苇早年在上海接触写作并加入中国共产党，创作的同时进行左翼活动。后回到家乡贵州进行中国共产党的地下工作，被捕入狱后越狱回到上海，响应鲁迅“民族革命战争的大众文学”的口号。1937年，刘雪苇前往延安，在延安担任延安中央研究院研究员，同时参与编辑机关和文艺刊物与文艺理论研究。1946年，刘雪苇离开延安，前往山东、上海等地负责文化工作。后受“胡风反革命集团案”影响，被捕入狱，直到1980年平反。
刘雪苇在文界的身份长期介于于专业研究者与行政管理者之间，二十世纪五十年代年后承担更多的行政工作，没有更多时间花在专业研究与创作上，所以创作较少。其代表作有《论文学的工农兵方向》、《鲁迅散论》，前者系统地阐述了毛泽东的《在延安文艺座谈会上的讲话》的思想，后者研究并认为鲁迅思想的具有一贯性。

## 生平

### 早年生活
1912年11月20日，刘雪苇出生于贵州郎岱的一个手工业者家庭。自幼家中贫困，在郎岱县城上完小学后，受亲友资助前往贵阳中等师范学校求学。
1931年元月，贵阳中等师范学校毕业后，刘雪苇经汉口前往上海，想要报考上海劳动大学附属劳动中学，但抵沪时学校已经停办，为维持生计，他便在开明书店当学徒。在此期间，他开始接触马克思主义思想。
1932年，受艾格尼丝·史沫特莱的报告文学影响，刘雪苇撰写一篇文学报告体小说《小工通讯》交送中国左翼作家联盟，不久之后便加入左联,在1932年年底的左联第二届执行委员会选举中,当选执委会委员。同年2月，刘雪苇加入中国共产主义青年团，10月转入中国共产党。在上海期间，经人介绍结识了鲁迅。
1934年10月，刘雪苇因与当时共青团中央的政见不和，受到不公待遇后，回到家乡贵州，以贵州省立贵阳师范学校（今贵阳学院）为基地，成立星光读书会，宣传马列主义。
1935年1月，中国工农红军到达贵州遵义，决定成立中共贵州省工作委员会，增补刘雪苇为贵州省工委委员。4月，陈惕庐到贵州，成立了中国国民党中央执行委员会调查统计局贵州特务室。不久，中统发现了刘雪苇位于万宝街住处实为中共地下机关。7月19日，刘雪苇被捕，在为中共党员的看守董亮清的帮助下，刘雪苇于8月20日成功越狱。越狱后，刘雪苇前往上海。
1936年，在上海文坛关于“国防文学”与“民族革命战争的大众文学”论争中，刘雪苇撰写数十篇文章支持鲁迅提出的“大众文学”,从此正式开始研究文艺理论。同年6月，经聂绀弩介绍，刘雪苇结识了胡风。

### 延安时期
1937年9月，刘雪苇前往延安向中共中央报告贵州地下工作情况，之后便留在延安直到1946年。延安期间，在政治上，刘雪苇先后担任马列学院（后为延安中央研究院）研究员、特别研究员。刘雪苇做为中央研究院代表，受邀参加了全部三次的延安文艺座谈会全体大会，并记录毛泽东演讲，记录稿成为《在延安文艺座谈会上的讲话》的原始稿件。延安整风开始后，刘雪苇在中央研究院批斗会上，第一个揭露王实味具有托派思想。文学活动方面，刘雪苇参与编辑机关和文艺刊物，如中共中央机关报《解放日报》，同时参加选编了《斯大林选集》、《鲁迅论文选集》、《鲁迅小说选集》等书目，以及成立业余补习学校星期文艺学园。

### 国共内战与中华人民共和国时期
1946年，刘雪苇前往山东接手《山东文化》，同时担任山东省文联党总支书记，副会长。1947年，刘雪苇前往大连，在大连著成《论文学的工农兵方向》。
1948年，刘雪苇回到山东参加创办政治教育学校。1948年7月，刘雪苇担任任华东大学（今山东大学）教务主任。1949年3月，刘雪苇任华东大学文艺工作团团长，随中国人民解放军南下前往上海，参与创办华东人民革命大学，担任教务处长。
1951年3月至1952年11月，刘雪苇任中共中央华东局宣传部文艺处处长。1952年12月，刘雪苇调任华东行政委员会文化局常务副局长、党组书记。1952年8月，新文艺出版社（今上海文艺出版社）成立，刘雪苇同时担任第一任社长兼总编辑。1953年底，受上海的“周扬派”与“胡风派”争斗影响，且因刘雪苇曾推荐胡风担任华东文联主席而非“周扬派”的夏衍（时任中共上海市委宣传部部长），以及搜集夏衍的“黑材料”，刘雪苇的新文艺出版社社长职位被除去，1954年1月，他的《文艺月报》编委资格又被取消。
1955年初，刘雪苇从华东文化局调中央文化部，担任社会文化管理局副局长。调任后，在“胡风反革命集团案”前夕，刘雪苇与胡风的关系被认定为“类似饶漱石和高岗的关系”，同时文化部党组内部，曾针对刘雪苇进行过批评会。不久，刘雪苇被拘留。1955年五六月间，《人民日报》连发三篇批斗“胡风集团”的文章，其中多次提到刘雪苇，将刘雪苇称为“胡风集团分子”。最后，刘雪苇被打成“胡风反革命集团”第二号人物，定为“反革命分子”，撤销中国共产党党内外一切职务，保留党籍。从1955年到1980年，期间刘雪苇两次被关押，长达18年，后被下放到河北省涿鹿县文化馆工作。
1980年，刘雪苇得到平反，先后担任中国大百科全书出版社副总编辑、顾问，后于1982年10月退休。
1998年11月8日，刘雪苇因病在北京逝世。

## 创作
刘雪苇代表作有《论文学的工农兵方向》（1948年出版）、《鲁迅散论》（1984出版）、过去集（后更名为《两间集》，又更名《论文一集》，1948年出版）、论文二集（1952出版）。
刘雪苇在文界的身份长期介于于专业研究者与行政管理者之间，1951年后承担更多的行政工作，没有更多时间花在专业研究与创作上。因此在鲁迅的研究上，研究著述《鲁迅散论》虽成书于二十世纪八十年代，但实则书中对于鲁迅的态度、观点和表达方式均是刘雪苇在二十世纪四十年代所形成的。在书中，刘雪苇认为鲁迅是个彻底的缺点很少的现实主义者，鲁迅思想具有一贯性，思想的主要特点是视革命的、乐观的，他将鲁迅思想中的阴影之处成为“内心的‘炼狱’”，这种阴影只占鲁迅内心的一小部分。
在文艺理论上，刘雪苇在延安时期负责星期文艺学园时期，负责编撰《中国新文学史讲授提纲》，曾向毛泽东询问过意见，后得到毛泽东回信鼓励，刘雪苇将提纲缩写为《论文学的工农兵方向》的第一章《新文学的历史说明什么》，《论文学的工农兵方向》于1948年由大连兴华书店出版，该书系统地阐述了毛泽东的《在延安文艺座谈会上的讲话》的思想。